# Anton Rintelen
Anton Rintelen (15. listopadu 1876, Štýrský Hradec, Rakousko-Uhersko – 28. ledna 1946 tamtéž) byl rakouský akademik, právník a politik, člen Rakouské křesťanskosociální strany a později nacista.

## Životopis

### Život před pučem
Rintelen studoval na Karlově univerzitě v Praze. Po první světové válce pracoval jako hejtman spolkové země Štýrsko a to dvakrát: nejprve v letech 1919 až 1926 a znovu v letech 1928 až 1933, přitom pracoval také jako ministr školství v letech 1926 až 1932. Po ukončení mandátu hejtmana a ministra školství pracoval v Římě jako velvyslanec v Itálii. Výrazně podporoval polovojenskou organizaci Heimwehr.

### Puč a život po něm
V křesťanskosociální straně měl jako přítele předsedu Engelberta Dollfusse. Při puči, kde měla být svržena dosavadní rakouská vláda, byl Dollfuss smrtelně zraněn. Rintelen měl s umírajícím Dollfussem projednat nástupnictví ve straně a v kancléřství. Dollfuss však jeho nástupnictví odmítl. Při soudním procesu s Dollfussovými vrahy byl Rintelen odsouzen za zradu na doživotí. Po anšlusu Rakouska byl v roce 1938 propuštěn, přesto však žádnou další výraznou roli v politice nesehrál.